# Херцогство Швабия
Херцогство Швабия (на немски: Herzogtum Schwaben; на латински: Suevia) до 1079 г. наричано Херцогство Алемания (Herzogtum Alemannien, Alamania) е заедно с Бавария, Франкония, Лотарингия и Саксония (Sachsen) едно от петте племенни херцогства на източнофранкското кралство.
Политически, херцогство Швабия съществува около 350 години, от 911 до 1268, до края на Хоенщауфените и въобще до края на племенните херцогства, а юридически престава да съществува едва през 1806 г., заедно със Свещената Римска империя на немската нация.
След края на херцогство Алемания през 746 г. на територията, заради наследствена подялба за младите кралски синове, два пъти се образува „regnum Sueviae“ („Кралство Швабия“):
- 829 г. от Лудвиг Благочестиви за неговия син Карл Плешиви; в договора от Вердюн тази територия се пада през 843 г. на Лудвиг Немски и така на източнофранкското кралство.
- 865 г. Лудвиг Немски образува за третия си и най-малък син Карл Дебели отново едно „regnum sueviae“, което влиза в източнофранкското кралство, когато Карл след смъртта на неговите братя 882 г. става източнофранкски крал.

През 900 г. се опитват от Алемания/Швабия отново да образуват племенно херцогство. Попречено е от две конкуриращи се фамилии, Ахалолфингите или Бертхолдингите и Бурхардингите или Хунфридингите, също и от епископ Саломон III от Констанц, който не искал херцог между себе си и краля Конрад I. Убиват първият херцог Бурхард I (херцог на Швабия 909 – 911).
Между 10 и 13 век, херцогство Алемания влиза политически в херцогство Швабия на Хоенщауфените.